# Ngarenaro (Fluss)
Der Ngarenaro (Schwarzwasser auf Maasai) ist ein Fluss im Norden Tansanias in der Region Arusha und Manyara. Er entspringt am Westhang des Mount Meru und mündet in der Stadt Arusha in den Themi.